# Arctosa alpigena
Arctosa alpigena là một loài nhện trong họ Lycosidae.
Loài này thuộc chi Arctosa. Arctosa alpigena được Carl Ludwig Doleschall miêu tả năm 1852.